# 陞泰科技

陞泰科技股份有限公司（臺證所：8072）是台灣的安全監控系統製造商，事業版圖以外銷為主，成立於1996年，現今坐落於南港軟體園區。公司以監視攝影機起家，之後推出一系列的MPEG4數位錄放影機，2003年在台掛牌上櫃，2005年掛牌上市。
除了主力產品H.264 DVR外，陞泰近年也開始研發行動監控系統，瞄準未來智慧型監控系統和網路攝影機的市場，開發了一系列與手機、平板電腦搭配的軟(EagleEyes)、硬體(Push Video DVR / IPcamera)產品；讓網路攝影機普及化。2011年開始，陞泰科技將網路攝影機系列由傳統的 CCTV 市場導入消費型 IT市場 。

## 獲獎紀錄
- 2007年天下雜誌1000大排名第521名
- 2007年台灣數位時代雜誌評選為台灣100強
- 2009年榮獲 A&S 專業安全監控雜誌評比2009 Top Security 50第16名
- 2008年榮獲亞洲富比士雜誌評選為亞洲200大最佳中小企業(Best Under a Billion)

## 外部連結
- 陞泰科技股份有限公司 （页面存档备份，存于）